# Castro Valley
Castro Valley – miejscowość spisowa (obszar niemunicypalny) w Stanach Zjednoczonych, w stanie Kalifornia, w hrabstwie Alameda.
Rodzinne miasto Cliffa Burtona, byłego basisty zespołu Metallica.